# Omalogyroidea
Omalogyroidea G.O. Sars, 1878 è una superfamiglia di molluschi gasteropodi dell'infraclasse Heterobranchia inferiori.

## Distribuzione e habitat
La superfamiglia ha una distribuzione cosmopolita.

## Tassonomia
La superfamiglia comprende una famiglia vivente e una estinta:
- Omalogyridae G.O. Sars, 1878
- Stuoraxidae Bandel, 1994 †